# Социодијагностика
Социодијагностика је специфична делатност социјалних радника која обухвата коришћење метода, техника и вештина ради идентификације и процене проблема за које се оправдано претпоставља да утичу на појаву поремећаја у социјалном функционисању клијената. То је, у ствари, корпус поступака које социјални радник користи и послова које обавља да би дошао до потребних сазнања на основу којих ће моћи да изведе процену или дијагностички суд о врсти проблема које клијент има.